# حسن حسني
حسن حسني (19 يونيو 1936 – 30 مايو 2020) ممثل مصري راحل، كان من أكثر الممثلين نشاطًا وحضورًا حيث قدم أكثر من 515 عملاً ما بين مسرح وتلفزيون وسينما مما جعله أحد أكثر الفنانين تمثيلاً في تاريخ السينما المصرية على الإطلاق، ويأتي في المرتبة الثانية خلف صبري عبد المنعم في الممثلين الأكثر مشاركة في تاريخ المسرح والسينما والتلفزيون العربي.
أطلق عليه الكاتب موسى صبري لقب «القشاش».

## المولد والنشأة
وُلد حسن حسني في 19 يونيو 1936
في حي القلعة لأب مقاول وخلال عمرهُ الطويل الذي لم يكن خاليا من متاعب ومواقف صعبة ومفاجآت غيرت مجرى حياته، والتي بدأت في حي الحلمية الجديدة. ففي سن السادسة فقد والدته، وهو الحدث الذي أسبغ عليهِ هالة من الحزن الدفين. وفي المدرسة الإبتدائية وتحديدا في مدرسة الرضوانية عشق التمثيل الذي عبر عنه على مسرح المدرسة، ويذكر أنه قدم دور «أنطونيو» في إحدى الحفلات المدرسية وحصل من خلالهِ على كأس التفوق بالمدرسة الخديوية، كما حصل على العديد من ميداليات التقدير من وزارة التربية والتعليم، فيما حصل على شهادة التوجيهية عام 1956.
في تلك الأثناء شارك الفنان حسين رياض في إحدى لجان التقييم الخاصة بمسابقات التمثيل في المدارس، بعد أن لفت الأنظار إلى مستوى أدائه، وقتها تأكد حسن أنه لن يعمل في شيء آخر غير التمثيل.

## مسيرته

### البدايات
كانت بداية حسن حسني في المسرح. ففي بداية عقد الستينات كان حسن عضواً في فرقة المسرح العسكري التابعة للجيش، حتى صدر قرار بحل المسرح العسكري عقب هزيمة الخامس من يونيو/حزيران عام 1967. بعدها تنقل بين مسرح الحكيم والمسرح القومى والحديث، ثم انضم لفرقة جلال الشرقاوي وعمل فيها ما يقرب من 10 سنوات.

### الثمانينات

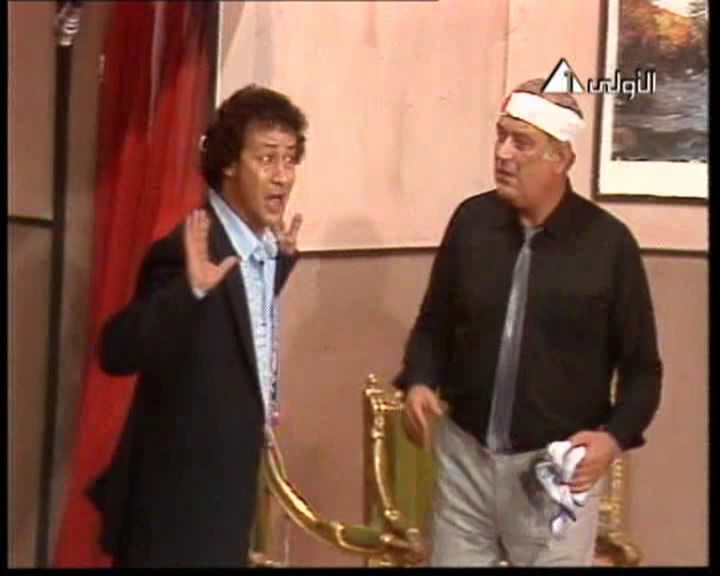
حسن حسني (يمين) بجانب محمد نجم في مسرحية اعقل يا مجنون عام 1985.

جاءت بداية تعرف الجمهور على حسن حسني في التلفزيون عبر مسلسل أبنائي الأعزاء.. شكرا بطولة عبد المنعم مدبولي وإنتاج عام 1979. ومع مطلع عقد الثمانينات شارك في العديد من الأعمال الدرامية في استوديوهات دبي وعجمان التي عُرضت في دول الخليج العربي.
وكانت بداية حسن حسني سينمائياً من خلال دور صغير للغاية في فيلم الكرنك الذي قدمه نور الشريف وسعاد حسني وإخراج علي بدرخان عام 1975. ثم لفت الأنظار ر كممثل قادر على أداء أدوار الشر في فيلم سواق الأتوبيس الذي أخرجه عاطف الطيب في عام 1982. بعدها استعان به الطيب في عدد من أفلامه منها البريء (1986)، البدروم (1987)، الهروب (1991). ومع المخرج محمد خان في فيلم زوجة رجل مهم (1988).
وعلى الرغم من ابتعاد حسن حسني عن المسرح لعدة سنوات، إلا أنه عاد للمسرح في منتصف عقد الثمانينات. فقدم عام 1985 المسرحية الفكاهية اعقل يا مجنون مع الفنان الكوميدي محمد نجم. وبعدها في 1987 قدم مع سهير البابلي ومع صديق عمره الفنان حسن عابدين مسرحية ع الرصيف. برر حسني ابتعاده عن المسرح لنحو ثماني سنوات قائلا «على الرغم من عشقي للمسرح إلا أنه لم يكن سبب شهرتي، فالناس لم تعرف بوجود ممثل اسمه حسن حسني إلا بعد مشاركتي في مسلسل» أبنائي الأعزاء شكرا«، وقتها دخلت بيوت المصريين وحققت الشهرة التي كنت أحلم بها، وهو مالفت نظري إلى أهمية أعمال التلفزيون وأثرها على تحقيق الفنان للانتشار».[بحاجة لمصدر]

### التسعينيات

فيلم اللمبي بطولة محمد سعد وحسن حسني وعبلة كامل وحلا شيحة.

وكان عقد التسعينيات من القرن العشرين نقطة انطلاق حسني إلى النجومية في عالم السينما والانتشار المكثف ليتحول إلى عامل مشترك بين العديد من الأفلام. فعمل مجددًا مع المخرج عاطف الطيب في فيلم دماء على الأسفلت (1992) تأليف أسامة أنور عكاشة وبطولة نور الشريف. لعب حسني شخصية سكرتير بمحكمة شريف السمعة يُتهم زورًا بتقاضي رشوة. حاز على عدة جوائز على دوره في الفيلم، منها جائزة أحسن ممثل من المهرجان القومي للسينما المصرية عام 1993، متفوقًا على عدة أسماء بارزة منها نور الشريف وأحمد زكي ومحمود عبد العزيز. ونال أيضًا جائزة أحسن ممثل من مهرجان الإسكندرية السينمائي الدولي عن دوره في فيلم فارس المدينة (1993) للمخرج محمد خان. ثم قدم شخصية «ركبة» القرداتي الصعبة والمركبة في فيلم سارق الفرح إنتاج عام 1994، ونال على هذا الدور 5 جوائز منها جائزة من إيطاليا.
قدّم مع فيفي عبده عام 1994 مسرحية حزمني يا. وفيها ابتكر حسن حسني دور «القرين» التي قدمها الشاب محمد هنيدي، وأن يرتدي الثنائي نفس الملابس، وهو ما حقق نجاحًا كبيرًا لهنيدي. وقدم عام 1999 مسرحية عفروتو مع هنيدي.

### الألفية الجديدة
بالرغم من بداياته التي جسد فيها أدوار الشر، إلا أن حسن حسني اتجه للأدوار الكوميدية مع بداية الألفية الثالثة ولا سيما مع الوجوه الشابة حتى أن بات تميمة الحظ للنجوم الشباب. مثلما حصل عام 2002 مع محمد سعد في فيلمه اللمبي الذي حقق وقتها إيرادات تعد الأعلى حينذاك في تاريخ السينما المصرية. ويُعد محمد سعد أكثر الممثلون الشباب الذي شاركهم حسن حسني أعمالهم التي بلغ عددها 12. يليه هاني رمزي برصيد 9 أعمال، منها محامي خلع (2002) وغبي منه فيه (2004) وآخرها قسطي بيوجعني (2018).
ويأتي أحمد حلمي في المرتبة الثالثة من حيث عدد الأعمال مع حسني بعدد 7 أعمال، منها فيلم ميدو مشاكل (2003) وجعلتني مجرما وآخرها فيلم خيال مآتة (2019). واشترك مع كريم عبد العزيز في 4 أفلام منها الباشا تلميذ. وكان علاء ولي الدين أوائل الوجوه الشابة التي ساعد حسني في تقديمها. فقدّم معه فيلم عبود على الحدود (1999)، والناظر (2000)، وابن عز (2001) وعربي تعريفة (2003).
شارك حسن حسني في ما يقرب من 500 عمل بين مسرح وتلفاز وسينما، كان آخرها هو مسلسل سلطانة المعز الذي عُرض في رمضان 2020. عاب عليه البعض أن عدد من الأعمال التي قدمها كانت ضعيفة المستوى الفني. عن ذلك صرح أن أحيانًا الظروف الحياتية دفعته لقبول أدوار لا يحبها.

## وفاته
تُوفي الفنان حسن حُسني في فجر يوم السبت 30 مايو 2020م الموافق 7 شوال 1441 هـ إثر أزمة قلبية مُفاجئة. وذلك داخل مستشفى دار الفؤاد بالقاهرة.

## أعماله

### أفلامه
- 2019: خيال مآتة[26]
- 2019: قهوة بورصة مصر
- 2018: البدلة
- 2018: قسطي بيوجعني
- 2018: عقدة الخواجة
- 2017: تحت الترابيزة
- 2016: كنغر حبنا
- 2016: جحيم في الهند
- 2015: نوم التلات
- 2015: حياتي مبهدلة
- 2015: كابتن مصر
- 2014: مراتي وزوجتي
- 2013: قلب الأسد
- 2013: نظرية عمتي
- 2013: توم وجيمي
- 2013: على جثتي
- 2013: القشاش
- 2012: غش الزوجية
- 2011: دقي يا مزيكا
- 2011: هالو كايرو
- 2011: فوكك مني
- 2010: اللمبي 8 جيجا
- 2010: الرجل الغامض بسلامته
- 2010: بون سوارية
- 2009: دكتور سيلكون
- 2009: بدون رقابة
- 2009: الديكتاتور
- 2009: ابقى قابلني
- 2009: زلزال شبرا
- 2009: الفرح
- 2009: بوبوس
- 2009: البيه رومانسي
- 2008: إتش دبور
- 2008: آخر كلام
- 2008: شبه منحرف
- 2008: حبيبي نائما
- 2008: احنا اتقابلنا قبل كده
- 2007: أسد وأربع قطط
- 2007: خارج على القانون
- 2007: كركر
- 2006: أحلام الفتى الطايش
- 2006: الغواص
- 2006: حاحا وتفاحة
- 2006: كتكوت
- 2006: أيظن
- 2006: بالعربي سندريلا
- 2006: لخمة راس
- 2006: جعلتني مجرما
- 2006: كامل الأوصاف
- 2005: عيال حبيبة
- 2005: فرحان ملازم آدم
- 2005: واحد كابوتشينو
- 2005: يا انا يا خالتي
- 2005: حمادة يلعب
- 2005: ليلة سقوط بغداد
- 2005: خالي من الكوليسترول
- 2005: بوحة
- 2005: جاي في السريع
- 2005: زكي شان
- 2005: درس خصوصي
- 2004: أحلى الأوقات
- 2004: شبر ونص
- 2004: عوكل
- 2004: غبي منه فيه
- 2004: سنة أولى نصب
- 2004: الباشا تلميذ
- 2003: عسكر في المعسكر
- 2003: كلم ماما
- 2003: ميدو مشاكل
- 2003: اللي بالي بالك
- 2003: عربي تعريفة
- 2002: قلب جريء
- 2002: اللمبي
- 2002: محامي خلع
- 2002: خريف آدم
- 2002: سحر العيون
- 2001: ابن عز
- 2001: أفريكانو
- 2001: جواز بقرار جمهوري
- 2000: الناظر
- 2000: أبناء الشيطان
- 1999: الظالم والمظلوم
- 1999: عبود على الحدود
- 1999: لماضة
- 1998: ست الستات
- 1998: البطل
- 1998: أرض أرض
- 1997: عفريت النهار
- 1997: امرأة وخمسة رجال
- 1997: بخيت وعديلة 2: الجردل والكنكة
- 1996: عفاريت الأسفلت
- 1996: ناصر 56
- 1996: الزمن والكلاب
- 1996: ميت فل
- 1995: وداعا للعزوبية
- 1995: بخيت وعديلة
- 1995: سارق الفرح
- 1994: الجينز
- 1994: تعالب أرانب
- 1993: الشرسة
- 1993: ليه يا بنفسج
- 1993: فارس المدينة
- 1993: تحقيق مع مواطنة
- 1992: فتحية والمرسيدس
- 1992: الهجامة
- 1992: دماء على الأسفلت
- 1992: السجينة 67
- 1991: أبو كرتونة
- 1991: الفرقة 12
- 1992: القاتلة
- 1991: الهروب
- 1991: المساطيل
- 1991: الطعنة الأخيرة
- 1991: بطل من الصعيد
- 1990: صبيان المعلم
- 1990: المواطن مصري
- 1990: لعبة الانتقام
- 1990: أنا وحماتي والزمن
- 1989: صراع الأحفاد
- 1989: المغتصبون
- 1988: ولو بعد حين
- 1987: رجل في عيون امرأة
- 1987: ضربة معلم
- 1987: النظرة الأخيرة
- 1987: البدرون
- 1987: زوجة رجل مهم
- 1987: يوميات أمرأة عصرية
- 1986: فيش وتشبيه
- 1986: نأسف لهذا الخطأ
- 1986: البريء
- 1986: رجل قتله الحب
- 1986: وداعا يا ولدي
- 1982: ليال
- 1982: سواق الأتوبيس
- 1982: الحل أسمه نظيرة
- 1982: قهوة المواردي
- 1978: المليونيرة النشالة
- 1977: قطة على نار
- 1975: الكرنك
- 1975: لا شيء يهم
- 1975: الحب تحت المطر
- 1974: أميرة حبي أنا
- 1973: مدينة الصمت
- 1972: حب وكبرياء
- 1970: سوق الحريم
- 1967: النصف الآخر
- 1964: بنت الحتة
- 1963: لا وقت للحب
- 1963: الباب المفتوح
- وفيه
- الجوهرة
- سري جداً
- الهانم وانا
- بين اللهب

### مسلسلاته
- 2020: سلطانة المعز
- 2019: أبو جبل
- 2018: رحيم
- 2018: الأب الروحي
- 2016: وعد
- 2015: شباب البومب 4
- 2015: الصعلوك
- 2014: خالي وصل
- 2013: سوبر هنيدي
- 2013: مزاج الخير
- 2012: لسه متجوزين
- 2012: فلان الفلانى شو
- 2012: ابن النظام
- 2012: الزوجة الرابعة
- 2012: في بيتنا حريقة (سيت كوم)
- 2011: حواكة بوت (سيت كوم)
- 2011: مدفع رمضان
- 2011: هارمونيا
- 2011: صايعين ضايعين
- 2011: سمارة
- 2011: أزواج في ورطة
- 2010: اللص والكتاب
- 2010: العار
- 2009: جنة إبليس
- 2009، 2010: حرمت يا بابا
- 2009: الأشرار
- 2009: حقي برقبتي
- 2009: إذاعي (مسلسل)
- 2009: إذاعي (مسلسل)
- 2009: نسمة ونصيب (سيت كوم)
- 2008: هيمه أيام الضحك والدموع
- 2008: كلمة حق
- 2008: هاي سكول
- 2009، 2010: لحظات حرجة
- 2007: امرأة في شق الثعبان
- 2007: آخر الخط
- 2007: حمد الله على السلامة
- 2006: آن الأوان
- 2006: علي يا ويكا
- 2006: بنت بنوت
- 2005: لقاء على الهوا
- 2004: عفاريت السيالة
- 2004: بنت أفندينا
- 2003: ملك روحي
- 2002: أين قلبي
- 2002: أميرة في عابدين
- 2002: البحار مندي
- 2002: حلم ابن السبيل
- 2002: طيور الشمس
- 2002: جحا المصري
- 2002: زمن عماد الدين
- 2001: النساء قادمون
- 2000: وجه القمر
- 2000: يا رجال العالم اتحدوا
- 2000: الفجالة
- 2000: جسر الخطر
- 2000: حارة الطبلاوي
- 2000: سامحوني ماكنش قصدي
- 1999: أسير بلا قيود
- 1999: أم كلثوم
- 1999: يوم عسل يوم بصل
- 1998: رد قلبي
- 1998: جمهورية زفتي
- 1998: قط وفار
- 1997: اللص الذي أحبه
- 1997: الناس أجناس
- 1997: أسرار خاصة
- 1996: أهالينا
- 1996: أحلام كو
- 1996: الحلو ما يكملش
- 1996: أبو العلا 90
- 1995: على باب الوزير
- 1995: حلم الجنوبي
- 1994: أرابيسك
- 1994: لا للزوجات
- 1994: فكرة بمليون جنيه
- 1994: الدنيا حظوظ
- 1993: الآنسة كاف
- 1993: المال والبنون (ج1)
- 1993: عروس البحر
- 1992: عصر الفرسان
- 1992: وكان لقاء
- 1992: بوابة الحلواني
- 1991: النوة
- 1990: رأفت الهجان (ج2)
- 1990: ساعة لكل الناس
- 1990: مذكرات زوج
- 1990: السبنسة
- 1989: ناس وناس (ج1)
- 1989: أبيض وأسود
- 1989: الزهور لا تموت
- 1988: المرأة الأخرى
- 1988: مخلوق أسمه المرأة
- 1987: البشاير
- 1987: الحب في حقيبة دبلوماسية
- 1986: ناس مودرن
- 1986: غوايش
- 1985: الزنكلوني
- 1985: فندق النجوم الزرقاء
- 1984: جواري بلا قيود
- 1982: الأزهر الشريف منارة الإسلام
- 1981: سباق الثعالب
- 1980: الوهم والحقيقة
- 1979: مفتش المباحث
- 1979: أبنائي الأعزاء شكرا
- 1979: زينب والعرش
- 1978: كيف تخسر مليون جنيه
- 1970: ناعسة
- عنبر 4
- طريق النور
- ع الأصل دور
- 1969: الرقم المجهول
- الحب الكبير
- شربات
- الكعبة المشرفة
- شبورة
- الخطة رقم 13
- غروب بلا شروق
- ضيوف مزعجين جداً
- الذئب
- بحار الغربة
- جريمة في الاكسبريس
- سواق التاكسي سهرة تلفزيونية
- ناس كده وكده
- المجهول
- أمواج لا تصل إلى شاطئ
- حمد الله على السلامة
- حلم آخر الليل
- وجاء الإسلام بالسلام
- مع خالص اعتزازي

### مسرحياته
- 1985: اعقل يا مجنون
- 1987: ع الرصيف
- 1993: جوز ولوز[27]
- 1994: حزمني يا
- 1997: قشطة وعسل[27]
- 1999: عفروتو
- 2002: لما بابا ينام
- الكابوس
- الواد شطارة
- زوجات الهلا
- بيت المرحوم
- الانفجار الجميل
- العصمة في ايد حماتي
- أنا وهي والكمبيوتر
- سيارة الهانم
- زواج البنات
- ولاد ريا وسكينة
- سكر زيادة
- سندريلا والمداح
- كلام فارغ
- طرزان
- المحبة الحمراء
- المرجيحة
- المتحذلقات
- مسيلمة الكذاب
- لعبة الحب
- قنبلة الموسم
- مقالب حيران
- طبيب رغم أنفه

## الجوائز
| عام  | الجائزة                            | الفئة     | العمل المُرشح     | مراجع  |
| ---- | ---------------------------------- | --------- | ---------------- | ------ |
| 1993 | المهرجان القومي للسينما المصرية    | أحسن ممثل | دماء على الأسفلت | [ 18 ] |
| 1993 | مهرجان الإسكندرية السينمائي الدولي | أحسن ممثل | فارس المدينة     | [ 17 ] |
| 2010 | مهرجان المركز الكاثوليكي للسينما   |           |                  | [ 17 ] |
| 2018 | مهرجان القاهرة السينمائي الدولي    |           |                  | [ 17 ] |
| 2019 | نقابة المهن التمثيلية              |           |                  | [ 17 ] |
|      | مهرجان الرواية                     |           | دماء على الأسفلت | [ 17 ] |

## روابط خارجية
- حسن حسني على موقع IMDb (الإنجليزية)
- حسن حسني على موقع الدهليز
- حسن حسني على موقع قاعدة بيانات الأفلام العربية
- حسن حسني على موقع أول موفي (الإنجليزية)
- حسن حسني على موقع قاعدة بيانات الفيلم (الإنجليزية)
- حسن حسني على موقع كينوبويسك (الروسية)